# Bilancia commerciale dell'Italia
L'economia italiana è fortemente orientata verso il commercio estero, che è in continuo aumento in quantità e valore da molti anni come volume di scambi commerciali. Benché sia un paese povero di materie prime, la maggior parte degli scambi non riguarda questi beni: anche considerati il petrolio e il gas naturale, che in valore comportano una quota consistente delle importazioni, la maggior parte del movimento commerciale riguarda manufatti e si svolge con Paesi industrializzati.
Principali corrispondenti commerciali dell'Italia sono, ovviamente, i Paesi dell'Unione europea, tanto più dopo gli allargamenti degli anni 2000, seguiti dagli altri Paesi europei (la Svizzera, in primo luogo, poi la Russia). L'aumento recente degli scambi intracomunitari è molto più veloce dell'aumento degli scambi in generale. Tuttavia, i corrispondenti commerciali dell'Italia sono assai diversificati: i Paesi asiatici (soprattutto Giappone, Cina, Turchia, Corea del Sud, Taiwan), l'America settentrionale e l'Africa (soprattutto Libia, Algeria, Sudafrica, Tunisia). Più limitato è l'interscambio con l'America meridionale: in questa zona c'è una storica presenza di grandi gruppi industriali italiani (Fiat, Pirelli, Telecom, Camuzzi, Benetton) che producono però per il mercato interno.
Nell'insieme, per l'importazione le voci più consistenti sono rappresentate da prodotti metalmeccanici, chimici, mezzi di trasporto e materie prime energetiche e non; per l'esportazione, analogamente, i più rilevanti sono i prodotti metalmeccanici, poi tessili e abbigliamento e altri prodotti di consumo, quindi mezzi di trasporto. Nel 2016, per il decimo anno consecutivo da quando il Centro del Commercio Internazionale (agenzia dell’UNCTAD e dell'OMC) di Ginevra ha cominciato la sua indagine, l’Italia si conferma il secondo Paese più competitivo nel commercio mondiale dopo la Germania: il Trade Performance Index 2016, infatti, sulla base di un confronto tra 189 Paesi e 14 settori, assegna all'Italia due primi posti, cinque secondi posti, un terzo posto e un quinto posto per migliore competitività commerciale in altrettanti settori esaminati.

## La bilancia commerciale

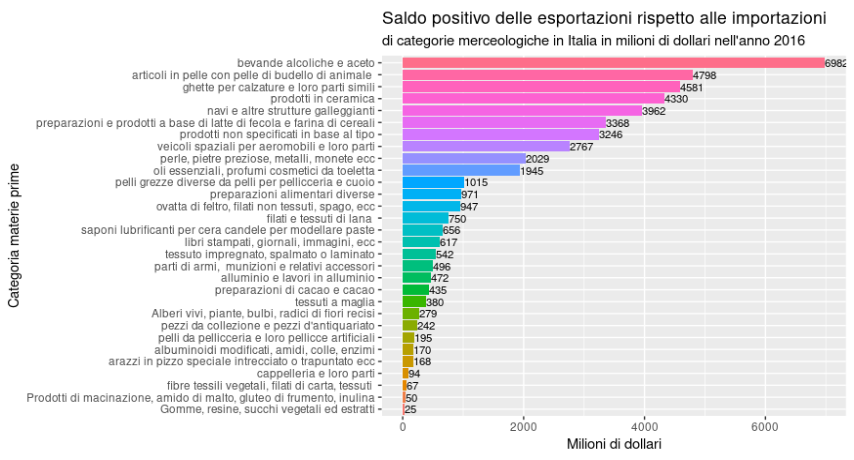
Saldo positivo della bilancia commerciale in Italia per categoria di merce nel 2016 (Fonte:http://data.un.org/Explorer.aspx)

### Anni 1990
Dall'inizio degli anni 1990 la bilancia commerciale (e così quella dei pagamenti) presenta consistenti attivi con gli scambi intracomunitari, in rapida crescita, e anche quelli extracomunitari, in forte aumento specialmente per quanto riguarda le quantità di beni importati, ma - dato il basso costo delle materie prime - in calo dal punto di vista del valore. L'Italia, cioè, continua a importare sempre di più, ma a costi decrescenti. La tendenza si è avviata nel 1992 quando, per la prima volta, si registrò un modestissimo avanzo, decuplicato durante l'anno seguente per effetto della svalutazione della lira italiana (quella del settembre '92 e le successive) e della riduzione delle importazioni per la contrazione della domanda interna. Anche quando, negli anni successivi, i consumi interni hanno ripreso a crescere e, con essi, le importazioni, le esportazioni hanno continuato a mantenersi sensibilmente più consistenti in valore. Sebbene molti operatori e osservatori non italiani considerino tali svalutazioni esattamente come svalutazioni competitive (realizzate cioè volutamente per rendere più convenienti le vendite italiane all'estero), l'aumento delle esportazioni e l'attivo della bilancia commerciale hanno continuato a realizzarsi anche negli anni seguenti al 1996 (stabilizzazione del cambio e rientro nello SME).

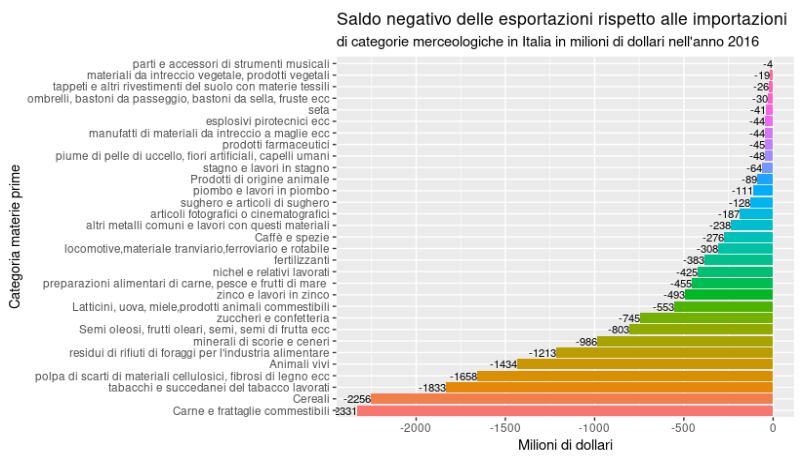
Saldo negativo della bilancia commerciale in Italia per categoria di merce nel 2016 (Fonte:http://data.un.org/Explorer.aspx) nel 2016

### Anni 2000
Tra il 2005 ed il 2008 le esportazioni italiane sono aumentate del 16,6% in valore medio unitario e del 5,5% in volume. Le importazioni, invece, pur essendo aumentate soltanto dello 0,5% in volume sono cresciute del 22,9% in valore medio unitario, in gran parte a causa dell'aumento dei prezzi delle materie prime. Nel 2009, anno di crisi, mentre il valore medio unitario del saldo commerciale è rimasto quasi stabile, in leggera flessione, si è avuto un forte crollo dei volumi commerciali scambiati con l'estero, in particolare per quanto riguarda le esportazioni.

### Anni 2010
Nel 2012 la bilancia commerciale italiana è tornata attiva, risultando in quell'anno la trentunesima a livello mondiale. Nel 2013 l'esporto italiano è tornato ai livelli pre-crisi e nello stesso anno il surplus commerciale è risultato il sedicesimo più alto del mondo, nel 2014 il decimo e nel 2015 l’ottavo. Nel 2016 la bilancia commerciale italiana ha registrato un attivo di 49,643 miliardi di euro (in crescita di quasi 10 miliardi rispetto all'avanzo di 41,807 miliardi del 2015), il livello più alto dal 1991, anno di inizio della serie storica.
L'Italia si è collocata nel 2017 al quinto posto al mondo come surplus commerciale nel settore manifatturiero dopo Cina, Germania, Giappone e Corea del Sud. Nel decennio 2007-2017 dall'analisi dell'interscambio dell'Italia risulta evidente un autentico ribaltamento del suo saldo commerciale, che è passato da un deficit di 8,6 miliardi di euro nel 2007 a un surplus di 47,4 miliardi nel 2017, con un miglioramento complessivo pari a più 56 miliardi nel periodo considerato (56,238 miliardi per precisione), superiore persino a quello della Germania (che ha incrementato il suo enorme attivo di "solo" 54,7 miliardi portandolo da 194,3 a 249 miliardi).

Nel 2019 il surplus della bilancia commerciale dell'Italia toccò un nuovo massimo storico, con un avanzo di 52,94 miliardi di euro (+91,418 mld al netto dei prodotti energetici), dovuto sia alla crescita delle esportazioni del 2,3% (seppur inferiore rispetto a quella del 2018) sia al calo delle importazioni dello 0,7%. In tale anno, il surplus della bilancia commerciale italiana è stato il settimo più alto del mondo (dietro Cina, Germania, Russia, Arabia Saudita, Paesi Bassi e Irlanda); il surplus commerciale italiano sale invece al quinto posto (dopo Cina, Germania, Giappone e Corea del Sud) al netto dei prodotti energetici (quindi limitatamente al settore manifatturiero, del quale l'Italia è la seconda potenza europea dopo la Germania), situazione che si è verificata ogni anno a partire dal 2017.

### Anni 2020
| Le esportazioni italiane nel mondo | Le esportazioni italiane nel mondo | Le esportazioni italiane nel mondo |
| Anno                               | Posizione globale                  | Fonte                              |
| ---------------------------------- | ---------------------------------- | ---------------------------------- |
| 2018                               | 10°                                | [ 12 ]                             |
| 2019                               | 9°                                 | [ 13 ]                             |
| 2021                               | 8°                                 | [ 14 ]                             |
| 2022                               | 7°                                 | [ 12 ]                             |
| 2023                               | 5°                                 | [ 15 ]                             |
| H1 2024                            | 4°                                 | [ 16 ]                             |

Il 2020, a causa delle restrizioni (restrizioni mantenute per più tempo rispetto agli altri Paesi della UE e rispetto ai Paesi che non le hanno introdotte) introdotte durante il periodo di pandemia di COVID-19 e delle loro gravi conseguenze socio-economiche, si chiuse con una contrazione complessiva delle esportazioni italiane del 9,7% (il peggior risultato dopo la caduta registrata nel 2009) e un crollo delle importazioni del 12,8%; le esportazioni italiane sono state trainate soprattutto da Germania (+7,7%), Stati Uniti (+7,9%), Regno Unito (+12,5%) e Cina (+18,3%), con la diminuzione, invece, delle vendite verso i membri OPEC (-13,1%), il Giappone (-9,7%) e la Spagna (-2,7%). Complessivamente, pertanto, l’avanzo commerciale è migliorato rispetto all'anno precedente, in riflesso di una flessione delle importazioni superiore a quella delle esportazioni, raggiungendo un nuovo massimo storico e attestandosi a 63,3 miliardi di euro (+86,125 miliardi al netto dei prodotti energetici), contro i 56,116 miliardi del 2019. Nonostante la pandemia, che ha colpito l'Italia prima dei suoi competitori internazionali, nel confronto con gli altri Paesi il contributo dell'esporto al PIL dell’Italia è stato meno sfavorevole di quello delle altre componenti, consumi e investimenti. Inoltre, fra i Paesi del G8 l’Italia è seconda per minor flessione delle esportazioni e ha reso molto meglio di Francia, Regno Unito e Stati Uniti.
Il valore doganale delle esportazioni di beni e servizi dell’Italia, nel 2020, è stato di 509 miliardi di euro ed esse hanno rappresentato il 29,5% del Pil del Paese. Infine, la quota di mercato dell’Italia sulle esportazioni mondiali di beni nel 2020 (2,85%) è rimasta stabile rispetto all’anno precedente.
Il 2021 è stato l'anno in cui le esportazioni italiane hanno raggiunto il massimo storico di 516,3 miliardi di euro il che ha permesso all'Italia di diventare l'8º esportatore mondiale, con una quota di mercato del 2,9%, superando la Francia (la cui quota di mercato sulle esportazioni mondiali è scesa dal 3,0% del 2019 al 2,8% del 2020). Nel 2021 l'esporto è cresciuto complessivamente del 18%, del 20% verso i Paesi UE e del 16% verso i Paesi extra UE.
Nel 2022 le esportazioni italiani raggiunsero un nuovo record storico, registrando un aumento del 20% rispetto all'anno precedente, meglio dei diretti concorrenti Francia (18,6%) e Germania (ferma al +13,7%, peggior dato tra i paesi dell'Unione Europea), e raggiungendo la quota record di 625 miliardi di euro (superando per la prima volta la soglia dei 600 miliardi di euro).
Il 2 aprile 2023 il ministro delle Imprese e del Made in Italy, Adolfo Urso, ha rivelato che, grazie al significativo incremento nel valore delle esportazioni italiane (aumentate del 48% nel periodo che va dal 2015 al 2023), l'Italia nel 2023 si è posizionata come il quinto maggiore esportatore a livello mondiale, davanti persino alla Corea del Sud, e dietro solamente a Cina, Stati Uniti, Germania e Giappone.
Il 2024 inizia con ottimi risultati per la bilancia commerciale italiana: nei primi quattro mesi dell'anno, il saldo commerciale dell'Italia è positivo per 17,6 miliardi di euro, un valore oltre dieci volte superiore rispetto allo stesso periodo del 2023 (quando era +1,5 miliardi); anche ad aprile, secondo i dati Istat, la bilancia commerciale italiana è in surplus per 4,8 miliardi (era +362 milioni ad aprile 2023). Risulta in diminuzione anche il deficit energetico, pari a -3,78 miliardi ad aprile 2024, un valore inferiore rispetto all'anno prima (quando era -5,73 miliardi); l'avanzo nell'interscambio di prodotti non energetici sale così da 6,09 miliardi di aprile 2023 a 8,59 miliardi di aprile 2024.
Nel primo semestre del 2024 l'Italia ha sorpassato il Giappone divenendo la quarta potenza al mondo per quanto concerne le esportazioni, con 316 miliardi di euro di controvalore contro i 312 di quelle nipponiche, i 308 miliardi della Corea del Sud (sesta) e i 300 della Francia (settima).
L'Italia in un decennio ha scalato le classifiche, dal decimo al quarto posto. Particolarmente apprezzabile è il fatto che questo sorpasso avviene in un contesto in cui l’euro si è notevolmente apprezzato, tra fine 2023 e inizio 2024, rispetto a yen e won, le valute di Giappone e Corea del Sud, in un contesto in cui dunque si è prodotto un volano per la competitività all’estero dei prodotti dei due Paesi asiatici.

## Serie storica
| Anno | Importazioni          | Importazioni                                | Importazioni                        | Esportazioni          | Esportazioni                                | Esportazioni                                | Esportazioni                        | Bilancia commerciale | Bilancia commerciale                               |
| Anno | Importazioni italiane | Variazione % rispetto al periodo precedente | Posizione Italia su import mondiale | Esportazioni italiane | Variazione % rispetto al periodo precedente | Quote di mercato mondiale a prezzi correnti | Posizione Italia su export mondiale | Saldo commerciale    | Variazione assoluta rispetto al periodo precedente |
| --- | --------------------- | ------------------------------------------- | ----------------------------------- | --------------------- | ------------------------------------------- | ------------------------------------------- | ----------------------------------- | -------------------- | -------------------------------------------------- |
| 1991 | 116 588               |                                             |                                     | 108 316               |                                             |                                             |                                     | −8 272               |                                                    |
| 1992 | 119 875               | 2,8                                         |                                     | 113 329               | 4,6                                         |                                             |                                     | −6 546               | 1 726                                              |
| 1993 | 120 330               | 0,4                                         |                                     | 137 488               | 21,3                                        |                                             |                                     | 17 158               | 23 704                                             |
| 1994 | 140 673               | 16,9                                        |                                     | 159 092               | 15,7                                        |                                             |                                     | 18 419               | 1 261                                              |
| 1995 | 173 354               | 23,2                                        |                                     | 196 860               | 23,7                                        |                                             |                                     | 23 506               | 5 087                                              |
| 1996 | 165 930               | - 4,3                                       |                                     | 200 842               | 2,0                                         |                                             |                                     | 34 912               | 11 406                                             |
| 1997 | 184 678               | 11,3                                        |                                     | 211 297               | 5,2                                         |                                             |                                     | 26 619               | −8 293                                             |
| 1998 | 195 625               | 5,9                                         |                                     | 220 105               | 4,2                                         |                                             |                                     | 24 480               | −2 319                                             |
| 1999 | 207 015               | 5,8                                         |                                     | 221 040               | 0,4                                         | 3,82                                        |                                     | 14 025               | −10 455                                            |
| 2000 | 258 507               | 24,9                                        |                                     | 260 413               | 17,8                                        | 3,8                                         |                                     | 1 906                | −12 119                                            |
| 2001 | 263 757               | 2,0                                         |                                     | 272 990               | 4,8                                         | 4,1                                         |                                     | 9 233                | 7 327                                              |
| 2002 | 261 226               | - 0,1                                       |                                     | 269 064               | -1,4                                        | 4,1                                         |                                     | 7 838                | −1 395                                             |
| 2003 | 262 998               | 0,7                                         |                                     | 264 616               | -1,7                                        | 4,0                                         |                                     | 1 618                | −6 220                                             |
| 2004 | 285 634               | 8,6                                         |                                     | 284 413               | 7,5                                         | 3,9                                         |                                     | −1 221               | −2 839                                             |
| 2005 | 305 686               | 7,0                                         |                                     | 295 739               | 5,5                                         | 3,6                                         |                                     | −9 947               | −8 726                                             |
| 2006 | 352 465               | 15,3                                        |                                     | 332 013               | 10,7                                        | 3,5                                         |                                     | −20 452              | −10 505                                            |
| 2007 | 373 340               | 5,9                                         |                                     | 364 744               | 9,9                                         | 3,66                                        |                                     | −8 596               | 11 856                                             |
| 2008 | 382 050               | 2,3                                         |                                     | 369 016               | 1,2                                         | 3,43                                        |                                     | −13 035              | −4 439                                             |
| 2009 | 297 609               | - 22,1                                      |                                     | 291 733               | -20,9                                       | 3,33                                        |                                     | −5 876               | 7 159                                              |
| 2010 | 367 390               | 23,4                                        |                                     | 337 346               | 15,6                                        | 3,00                                        |                                     | −30 044              | −24 168                                            |
| 2011 | 401 428               | 9,3                                         |                                     | 375 904               | 11,4                                        | 2,93                                        |                                     | −25 524              | 4 520                                              |
| 2012 | 380 292               | - 5,3                                       |                                     | 390 182               | 3,8                                         | 2,79                                        |                                     | 9 890                | 35 413                                             |
| 2013 | 361 002               | - 5,1                                       | 11°                                 | 390 233               | 0,0                                         | 2,82                                        | 10°                                 | 29 230               | 19 341                                             |
| 2014 | 356 939               | - 1,1                                       | 11°                                 | 398 870               | 2,2                                         | 2,86                                        | 8°                                  | 41 932               | 12 701                                             |
| 2015 | 370 484               | 3,8                                         | 12°                                 | 412 291               | 3,4                                         | 2,82                                        | 10°                                 | 41 807               | −125                                               |
| 2016 | 367 626               | - 0,8                                       | 11°                                 | 417 269               | 1,2                                         | 2,94                                        | 9°                                  | 49 643               | 7 836                                              |
| 2017 | 401 487               | 9,2                                         | 11°                                 | 449 129               | 7,6                                         | 2,90                                        | 9°                                  | 47 642               | −2 192                                             |
| 2018 | 426 046               | 6,1                                         | 11°                                 | 465 325               | 3,6                                         | 2,85                                        | 10°                                 | 39 280               | −8 362                                             |
| 2019 | 424 236               | -0,4                                        | 13°                                 | 480 352               | 3,2                                         | 2,87                                        | 8°                                  | 56 116               | 16 836                                             |
| 2020 | 373 428               | -12,0                                       | 11°                                 | 436 718               | -9,1                                        | 2,85                                        | 8°                                  | 63 289               | 7 174                                              |
| 2021 | 480 437               | 28,7                                        | 11°                                 | 520 771               | 19,2                                        | 2,8                                         | 8°                                  | 40 334               | −22 956                                            |
| 2022 | 660 249               | 37,4                                        | 10°                                 | 626 195               | 20,2                                        | 2,7                                         | 7°                                  | −34 054              | −74 388                                            |
| 2023 | 591 717               | -10,4                                       | 11°                                 | 626 177               | 0,0                                         | 2,9                                         | 6°                                  | 34 460               | 68 514                                             |
| 2024 | 568 578               | -3,9                                        | 12°                                 | 623 501               | -0,4                                        | 2,8                                         | 6°                                  | 54 923               | 20 463                                             |
| Fonte: Istat - «Indagini sul commercio con l'estero» (citato in: Il commercio estero dell'Italia nel lungo periodo: un'analisi dal 1970 al 2005 di Natale Renato Fazio e Carmela Pascucci, capitolo 6, pagina 423), Serie storiche su Importazioni, Esportazioni e Saldo commerciale dell'Italia da Il Sole 24Ore (dati Istat), Statistiche sull'interscambio commerciale italiano (pdf) sul Sito del Ministero dello Sviluppo Economico, Tabelle sul commercio estero dell'Italia dall'Annuario Istat 2017, L’Italia: scambi di merci e servizi, investimenti diretti esteri - Analisi geografica 2010-2019, su Annuario Istat (Tabelle Excel)- e Ice; Statistiche relative all'import/export dell'Italia (marzo 2022) su Osservatorio Economico - MAECI; Osservatorio Economico - Ministero degli Affari Esteri e della Cooperazione Internazionale: Tabella 1 - Interscambio commerciale dell'Italia dal 2014 al 2024 e Tabella 2 - Quote di mercato dell'Italia su export e import mondiale dal 2014 al 2024 |                       |                                             |                                     |                       |                                             |                                             |                                     |                      |                                                    |

Tra il 1960 e il 2021 la bilancia commerciale dell'Italia è stata in media in attivo per un valore pari allo 0,84% del prodotto interno lordo, con un minimo del -3,75% nel 1974 e un miglior risultato del 4,53% nel 1996. Nel 2020 il surplus commerciale italiano ammontava al 3,69% del Pil, mentre la media globale (basata su 143 Paesi) era del -5,50%.